# Uwe Hünemeier
Uwe Hünemeier (ur. 9 stycznia 1986 w Gütersloh) – niemiecki piłkarz występujący na pozycji obrońcy w Brighton & Hove Albion.